# Schlaitz

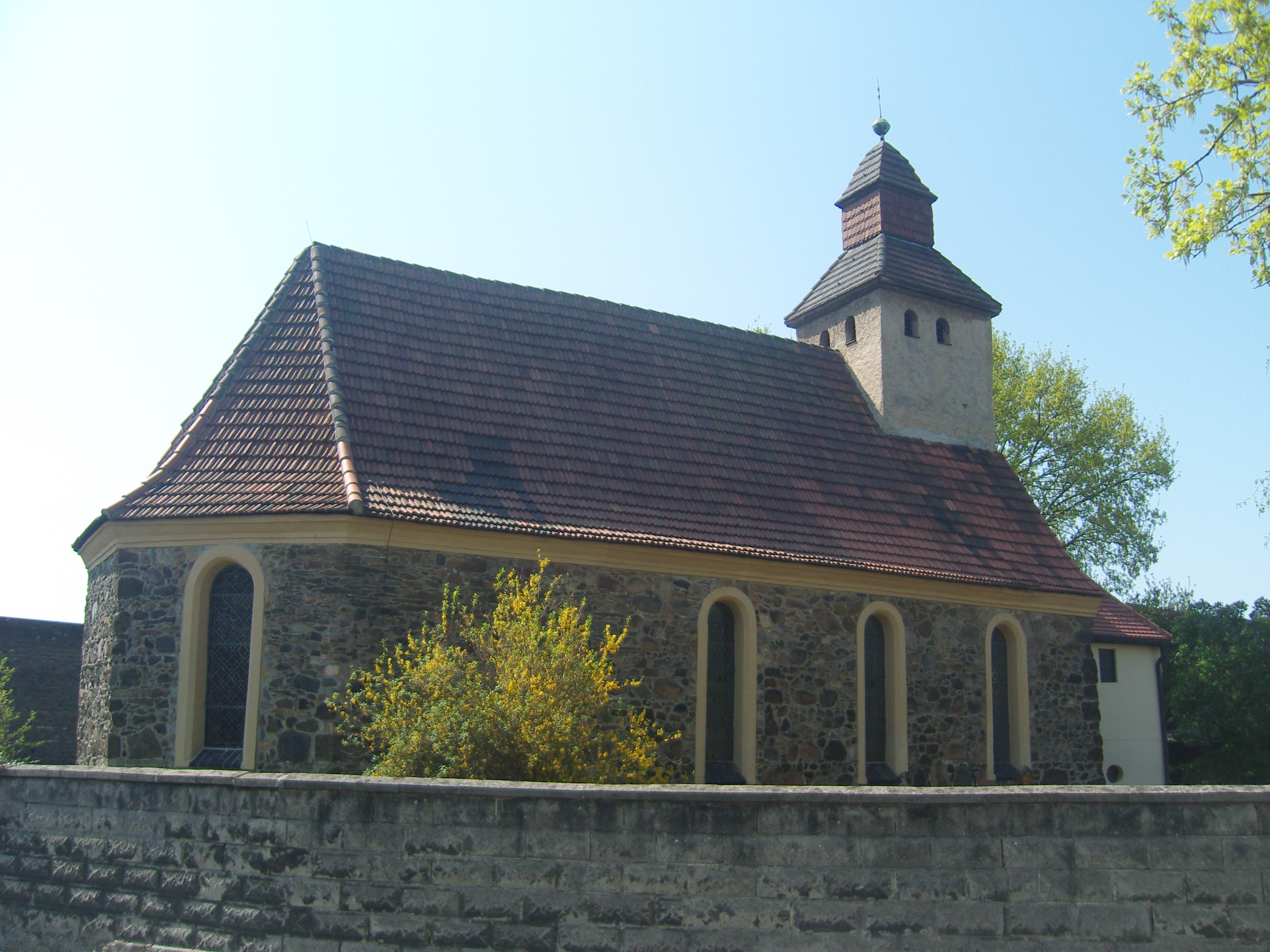
Dorfkirche

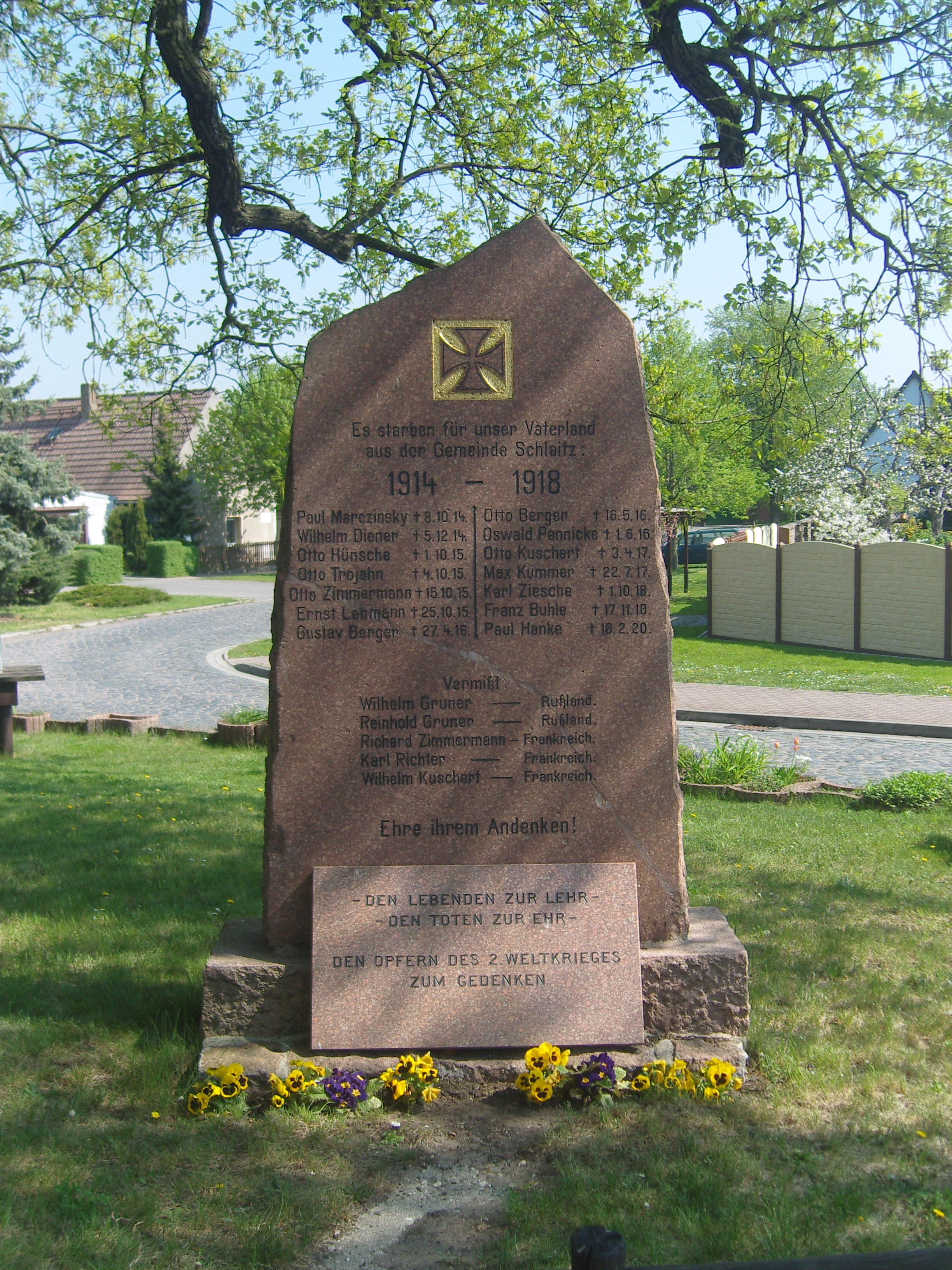
Kriegerdenkmal

Schlaitz ist ein Ortsteil der Gemeinde Muldestausee im Landkreis Anhalt-Bitterfeld in Sachsen-Anhalt.

## Geografie
Schlaitz liegt zwischen Leipzig und Lutherstadt Wittenberg am Rande der Dübener Heide am Muldestausee, der mit einer Fläche von 6,3 Quadratkilometern zu den bedeutendsten Gewässern des Landkreises gehört. Die Ortschaft wird von Kiefern- und Mischwäldern umgeben und breitet sich an der ehemaligen Salzstraße zwischen Halle und Wittenberg aus, auf der heute die Bundesstraße 100 verläuft.

## Geschichte
Im Jahr 1435 wurde der Ort erstmals als Szlautitcz urkundlich erwähnt. Der Ort gehörte bis 1815 zum kursächsischen Amt Bitterfeld. Durch die Beschlüsse des Wiener Kongresses kam er zu Preußen und wurde 1816 dem Kreis Bitterfeld im Regierungsbezirk Merseburg der Provinz Sachsen zugeteilt, zu dem er bis 1944 gehörte.
Auf die mehr als zwei Jahrzehnte Bergbaubetrieb während der DDR-Zeit folgte eine drei Jahrzehnte umfassende Phase der Rekultivierung, im Zuge derer sich die Natur wieder regenerieren konnte. In jüngerer Zeit ist ein neu erschlossenes Baugebiet entstanden, das neben Eigenheimen auch Sozialwohnungen und ein Altenpflegeheim umfasst. Heute wird Schlaitz durch den Tourismus geprägt, am Rande der Ortschaft befinden sich einige Ferienwohnungen und der Heide-Camp. Die Gemeinde nimmt auch zentralörtliche Funktionen inne, sie ist Standort von Einzelhandelsgeschäften und weiteren Dienstleistungsbetrieben.
Seit dem 1. Januar 2010 gehört die ehemals selbständige Gemeinde Schlaitz zur Gemeinde Muldestausee. Die ehemalige Gemeinde gehörte der Verwaltungsgemeinschaft Muldestausee-Schmerzbach an.

## Wappen
Blasonierung: Das Wappen wurde vom Magdeburger Kommunalheraldiker Jörg Mantzsch gestaltet.

## Sehenswürdigkeiten
Die Schlaitzer Dorfkirche stammt aus dem Jahre 1287. Gegenüber der Kirche findet sich eine 1871 anlässlich des Friedensvertrages nach dem Deutsch-Französischen Krieg gepflanzte Friedenseiche, der ein Kriegerdenkmal zu Füßen liegt. Im Naturschutzprojekt Haus am See können Fischadler beobachtet werden.

## Verkehrsanbindung
In unmittelbarer Nähe des Ortes verläuft die Bundesstraße 100 von Bitterfeld nach Gräfenhainichen.